# Mary Augusta Ward
Mary Augusta Ward, född 11 juni 1851 i Hobart, Tasmanien, död 24 mars 1920 i London, var en brittisk romanförfattare som skrev under sitt namn som gift, Mrs. Humphry Ward.

## Ungdomen
Mary Augusta Arnold föddes i Hobart i Tasmanien i Australien 1851. Hon var dotter till Tom Arnold, professor i litteratur, och Julia Sorrell. Hennes farbror var poeten Matthew Arnold och hennes farfar var Thomas Arnold, som varit rektor för Rugby School. Hennes syster som hette Julia gifte sig med Leonard Huxley, son till Thomas Huxley och deras söner var Julian Huxley och Aldous Huxley. Som ung kvinna gifte sig Mary med Humphry Ward, författare och redaktör.  
Thomas Arnold blev medlem i den romersk-katolska kyrkan 12 januari 1856, vilket gjorde honom så impopulär på sitt arbete att han gav upp och återvände till England med sin familj. Mary Arnold firade sin femte födelsedag någon månad innan de reste och hon hade ingen ytterligare kontakt med Tasmanien därefter. Thomas Arnold hade till en början svårt att få ihop till familjens levebröd och hans äldsta barn tillbringade mycket tid hos sin farmor. Mary Augusta fick sin utbildning vid olika internatskolor, och vid 16 års ålder återvände hon för att bo hos sina föräldrar i Oxford där hennes far arbetade som lektor i historia. 
6 april 1872 gifte hon sig. Under de nästkommande nio åren bodde hon i Oxford. Hon hade nu lärt sig franska, tyska, italienska, latin och grekiska. Hon odlade ett intresse för samhälls- och utbildningsfrågor och gjorde trevande försök inom litteraturen. Hon lade till spanska till sina tidigare språkkunskaper, och 1877 författade hon ett stort antal biografier om tidiga spanska kyrkomän för Dictionary of Christian Biography.

Huxley- och Arnolds familjeträd.

## Karriär
Mary Augusta Ward började sin karriär med att skriva artiklar för tidningar medan hon arbetade på en barnbok som gavs ut 1881 med titeln Milly and Olly. Hennes romaner behandlar religiösa teman enligt de viktorianska värden som hon själv levde efter. Hennes popularitet spred sig från Storbritannien till USA. Enligt New York Times, var hennes bok Lady Rose's Daughter den roman som såldes mest i USA under 1903. Enligt samma källa var hennes roman The Marriage of William Ashe bästsäljare under 1905. Hennes mest populära bok var den religiösa romanen Robert Elsmere som beskriver en religiös kris hos en ung pastor och hans familj.
Ward hjälpte till med etableringen av en organisation för arbete och undervisning bland de fattiga och var en av grundarna av Women's National Anti-Suffrage League (kvinnornas nationella anti-rösträttsförbund) 1908. I denna anda skrev hon en del under namnet "Mrs. Humphry Ward". Mary Wards avsikt var att uppnå ett mer jämlikt samhälle och hon etablerade utbildningsinstitut först vid Marchmont Hall och senare vid Tavistock Place i Bloomsbury. Dessa kallades från början Passmore Edwards Settlement, efter dess donator John Passmore Edwards, men efter Wards död byttes namnet till Mary Ward Settlement. Mary Ward Centre fortsätter som ett läroinstitut för vuxna.
Sommaren 1908 tillfrågades hon av George Nathaniel Curzon, 1:e markis Curzon av Kedleston och William Cremer om att bli den första ordföranden för Storbritanniens anti-rösträttsförbund. Ward accepterade och startade utgivningen av Anti-Suffrage Review. Hon publicerade ett stort antal artiklar inom ämnet, samtidigt som två av hennes romaner, The Testing of Diana Mallory och Delia Blanchflower, användes som plattform för att kritisera suffragetterna. I en artikel från 1909 i The Times, skrev Ward att konstitutionella, legala, finansiella, militära och internationella problem var problem som endast män kunde lösa. 
Under första världskriget, ombads hon av Theodore Roosevelt att skriva en serie artiklar för att förklara för amerikaner vad som hände i Storbritannien under kriget.

## Död
Mary Augusta Ward dog i London och begravdes i Aldbury i Hertfordshire, nära sitt lantställe Stocks House.

## Stiftelser, organisationer och Institutioner
- Evening Play Centre Committee

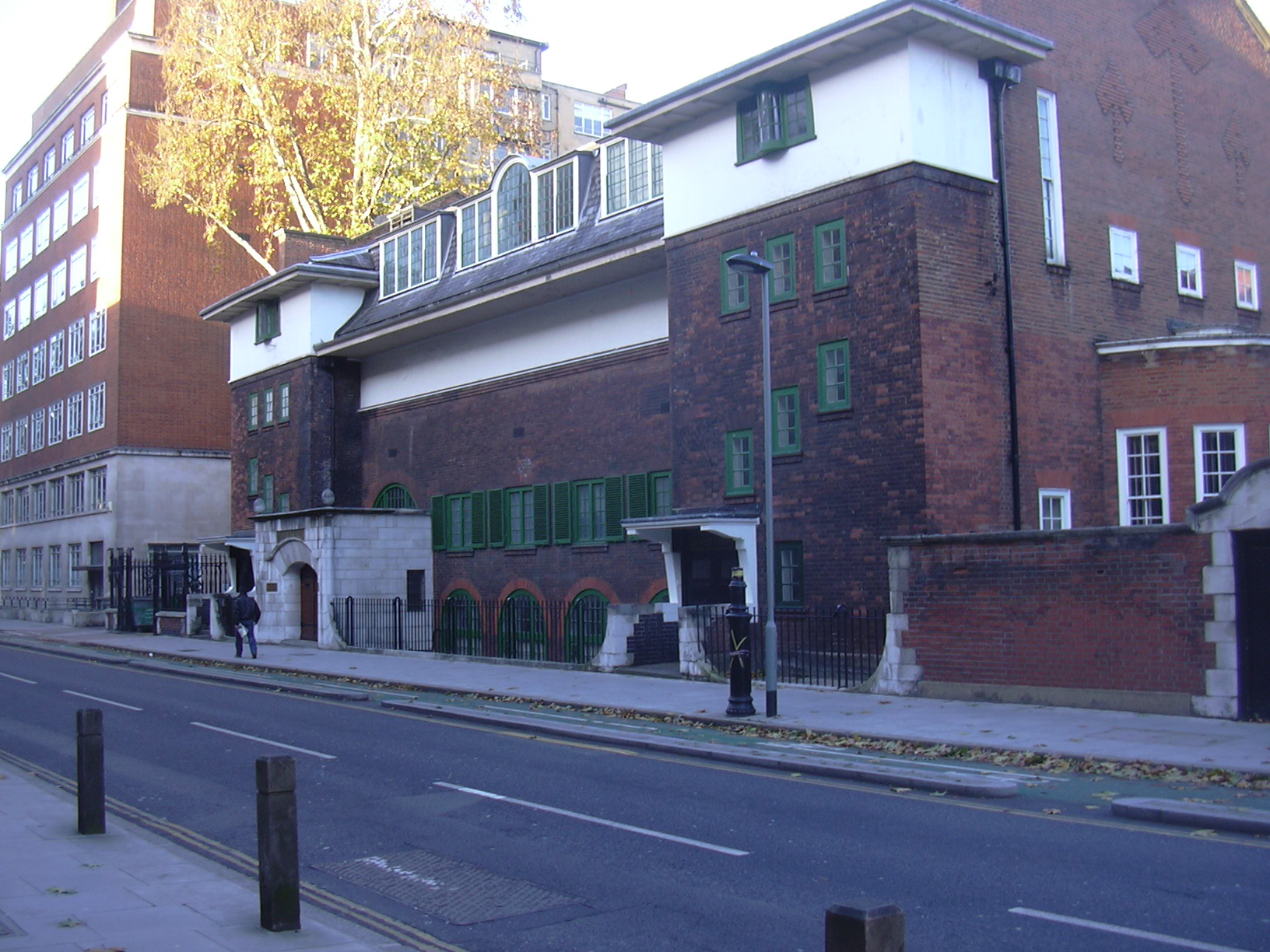
The Mary Ward settlement, Tavistock Place, London.

- Mary Ward Settlement tidigare Passmore Edwards Settlement
- Women's National Anti-Suffrage League